# Efthýmis Kouloúris
Pour les articles homonymes, voir Koulouris.
Efthýmios « Efthýmis » Kouloúris (grec moderne : Ευθύμιος «Ευθύμης» Κουλούρης), né le 6 mars 1996 à Skydra en Grèce, est un footballeur international grec qui évolue au poste d'avant-centre au Pogoń Szczecin.

## Biographie

### Carrière en club

#### Débuts professionnels
Efthýmis Kouloúris est formé au PAOK Salonique, avec lequel il débute en professionnel le 13 février 2014 en Coupe de Grèce face à l'Apollon Smyrnis. Ce jour-là, il entre en jeu en début de deuxième mi-temps et inscrit ses deux premiers buts, contribuant à la victoire de son équipe (0-3). Trois jours plus tard, il fait ses premiers pas en Superleague Ellada contre l'Asteras Tripolis. Son équipe s'incline 2-1. Le 30 mars 2014, il marque son premier but en championnat pour le PAOK, en donnant la victoire à son équipe face à l'AEL Kallonis (2-1).
Il est prêté pour la saison 2015-2016 au club chypriote de l'Anorthosis Famagouste, où il inscrit sept buts en 25 matchs, toutes compétitions confondues.
Pour la saison 2018-2019, il est à nouveau prêté, cette fois-ci à l'Atromitos FC, et marque 25 buts en 35 rencontres, dont 19 en championnat qui lui permettent de finir meilleur buteur de Super League. Il participe également au deuxième tour de qualification de Ligue Europa ou son club s'incline face au FK Dinamo Brest mais où il marque son premier but en coupe d'Europe (lors de la défaite 4-3 du match aller en Biélorussie).

#### Toulouse FC (2019-2021)
Le 22 juin 2019, il signe un contrat de quatre ans au Toulouse FC pour 3,5 millions d'euros. Il joue son premier match avec le TFC le 10 août 2019, lors de la première journée de la saison 2019-2020 de Ligue 1 face au Stade brestois. Titulaire à la pointe de l'attaque toulousaine, il voit son équipe être menée d'un but mais permet à son équipe d'égaliser à la 89e minute de jeu, marquant donc son premier but pour son premier match (1-1 score final). Lors de la journée suivante, le 17 août, Koulouris se montre à nouveau décisif alors que son équipe affronte le Dijon FCO. En effet, il est auteur de la passe décisive pour Jean-Victor Makengo sur le seul but de la partie, qui permet donc au TFC de remporter le match. Après un début de saison encourageant, les performances de Koulouris diminuent avec l'enchaînement de mauvais résultats de l'équipe qui s'enfonce dans la seconde partie de tableau. Le championnat est suspendu en mars 2020 à cause de la pandémie de Covid-19 alors que Toulouse est lanterne rouge avec seulement treize points et trois victoires. Le club est donc relégué et Koulouris clôt la saison avec quatre buts et une passe décisive. 
Malgré des rumeurs d'un éventuel départ, Koulouris demeure Toulousain à l'aube de la saison 2020-21. Le 22 août 2020, il fait ses débuts en Ligue 2 en entrant en jeu lors d'une défaite 0-1 contre Dunkerque, en ouverture du championnat.

#### Retour à l'Atromitos
Le 22 juin 2021, Kouloúris est libéré de son contrat par le Toulouse FC, et s'engage dans la foulée avec l'Atromitos FC, club qui l'a révélé.

#### LASK
Le 5 juillet 2022, Efthýmis Kouloúris rejoint l'Autriche afin de s'engager en faveur du LASK. Il signe un contrat courant jusqu'en juin 2025.

### Pogoń Szczecin
Efthýmis Kouloúris rejoint la Pologne et le club du Pogoń Szczecin le 1er juillet 2023. Il signe un contrat de trois ans, soit jusqu'en juin 2026.

### En sélection nationale
Avec les moins de 19 ans, il participe au championnat d'Europe des moins de 19 ans en 2015. Lors de cette compétition, il joue trois matchs, en officiant comme capitaine. Il délivre une passe décisive lors du premier match face à l'Ukraine. La Grèce s'incline en demi-finale face à la Russie.
Avec les espoirs, il participe aux éliminatoires du championnat d'Europe espoirs, en officiant à plusieurs reprises comme capitaine de l'équipe. Il inscrit notamment un doublé contre la Moldavie en septembre 2017.
Le 23 mars 2018, Efthýmis Kouloúris honore sa première sélection avec la Grèce face à la Suisse. Il entre en jeu à la place de Kóstas Mítroglou mais les Grecs perdent cette partie (0-1). Le 8 septembre 2019, il délivre sa première passe décisive, en faveur de son coéquipier Yórgos Masoúras, face au Liechtenstein. Ce match nul (1-1) rentre dans le cadre des éliminatoires de l'Euro 2020.

## Style de jeu

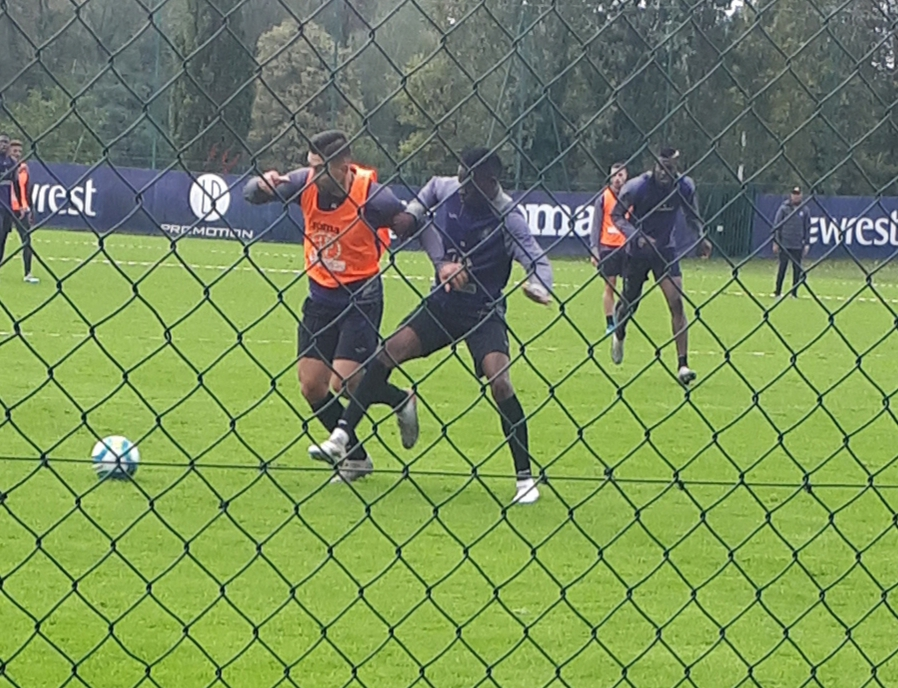
Kouloúris, en chasuble orange, protégeant le ballon durant une session d'entraînement du Toulouse FC au mois de novembre 2019.

Kouloúris est un attaquant moderne, participant à la construction du jeu offensif. Rapide et vif, il se montre dangereux lors des phases de contre-attaque de son équipe. Kouloúris évolue au poste d'avant-centre, dont les tirs se font principalement dans la surface de réparation, mais aime prendre sa chance de loin. 
Selon Martial Debeaux, spécialiste du championnat grec, le joueur a « un profil assez complet », ne possédant pas un « gros point fort mais il est bon dans tous les domaines, sans avoir non plus de faiblesse claire ». Il ajoute quant à sa saison 2018-19 : « Sur ses 25 buts l’année dernière, on a pu voir une palette assez large : buts de loin, de la tête, en contre, renard des surfaces, penalty » et souligne sa « vraie capacité d'adaptation tactique ».
Son principal point faible réside dans sa contribution défensive. Kouloúris est également perfectible dans son jeu de tête.

## Statistiques
| Saison                | Club                            | Championnat           | Championnat | Championnat | Championnat | Coupe nationale | Coupe nationale | Coupe nationale | Coupe de la Ligue | Coupe de la Ligue | Coupe de la Ligue | Compétition(s) continentale(s) | Compétition(s) continentale(s) | Compétition(s) continentale(s) | Compétition(s) continentale(s) | Playoffs | Playoffs | Playoffs | Grèce | Grèce | Grèce | Total | Total | Total |
| Saison                | Club                            | Division              | M.          | B.          | P.d.        | M.              | B.              | P.d.            | M.                | B.                | P.d.              | Comp.                          | M.                             | B.                             | P.d.                           | M.       | B.       | P.d.     | M.    | B.    | P.d.  | M.    | B.    | P.d.  |
| 2013-2014             | PAOK Salonique                  | Super League          | 4           | 1           | 0           | 2               | 2               | 0               | -                 | -                 | -                 | -                              | -                              | -                              | -                              | 5        | 0        | 0        | -     | -     | -     | 11    | 3     | 0     |
| 2014-2015             | PAOK Salonique                  | Super League          | 10          | 0           | 0           | 1               | 0               | 0               | -                 | -                 | -                 | -                              | -                              | -                              | -                              | 4        | 0        | 0        | -     | -     | -     | 15    | 0     | 0     |
| 2015-2016             | PAOK Salonique                  | Super League          | -           | -           | -           | -               | -               | -               | -                 | -                 | -                 | C3                             | 4                              | 0                              | 1                              | -        | -        | -        | -     | -     | -     | 4     | 0     | 1     |
| 2016-2017             | PAOK Salonique                  | Super League          | 16          | 5           | 1           | 7               | 1               | 3               | -                 | -                 | -                 | C1+C3                          | 2+4                            | 0                              | 0                              | 3        | 0        | 0        | -     | -     | -     | 32    | 6     | 4     |
| 2017-2018             | PAOK Salonique                  | Super League          | 13          | 3           | 0           | 7               | 2               | 2               | -                 | -                 | -                 | C3                             | 1                              | 0                              | 0                              | -        | -        | -        | 2     | 0     | 0     | 23    | 5     | 2     |
| Sous-total            | Sous-total                      | Sous-total            | 43          | 9           | 1           | 17              | 5               | 5               | -                 | -                 | -                 | -                              | 11                             | 0                              | 1                              | 12       | 0        | 0        | 2     | 0     | 0     | 85    | 14    | 7     |
| 2015-2016             | Anorthosis Famagouste FC (prêt) | First Division        | 22          | 6           | 0           | 3               | 1               | 0               | -                 | -                 | -                 | -                              | -                              | -                              | -                              | -        | -        | -        | -     | -     | -     | 25    | 7     | 0     |
| 2018-2019             | Atromitos FC (prêt)             | Super League          | 28          | 19          | 4           | 5               | 5               | 1               | -                 | -                 | -                 | C3                             | 2                              | 1                              | 0                              | -        | -        | -        | 7     | 0     | 0     | 42    | 25    | 5     |
| Sous-total            | Sous-total                      | Sous-total            | 50          | 25          | 4           | 8               | 6               | 1               | -                 | -                 | -                 | -                              | 2                              | 1                              | 0                              | -        | -        | -        | 7     | 0     | 0     | 67    | 32    | 5     |
| 2019-2020             | Toulouse FC                     | Ligue 1               | 24          | 4           | 1           | 1               | 0               | 0               | 1                 | 0                 | 0                 | -                              | -                              | -                              | -                              | -        | -        | -        | 6     | 0     | 1     | 32    | 4     | 2     |
| 2020-2021             | Toulouse FC                     | Ligue 2               | 2           | 0           | 0           | 0               | 0               | 0               | -                 | -                 | -                 | -                              | -                              | -                              | -                              | -        | -        | -        | 1     | 0     | 0     | 3     | 0     | 0     |
| Sous-total            | Sous-total                      | Sous-total            | 26          | 4           | 1           | 1               | 0               | 0               | 1                 | 0                 | 0                 | -                              | -                              | -                              | -                              | -        | -        | -        | 7     | 0     | 1     | 35    | 4     | 2     |
| Total sur la carrière | Total sur la carrière           | Total sur la carrière | 119         | 38          | 6           | 26              | 11              | 6               | 1                 | 0                 | 0                 | -                              | 13                             | 1                              | 1                              | 12       | 0        | 0        | 16    | 0     | 1     | 187   | 50    | 14    |

## Palmarès
PAOK Salonique
- Vainqueur de la Coupe de Grèce en 2017 et 2018

## Distinctions personnelles
Atromitos FC
- Meilleur buteur du Championnat de Grèce de football en 2019 (19 buts)